# Roman Valent
Roman Valent, né le 8 juillet 1983 à Zurich, est un joueur de tennis suisse, professionnel entre 2001 et 2010.

## Carrière
Fils d'une ancienne gymnaste, Roman Valent commence le tennis à l'âge de trois ans.
En 2000, il atteint neuf finales en junior et en remporte deux à Přerov et Santa Croce. Il est aussi finaliste du championnat du Canada et de l'Eddie Herr à Bradenton. Ces résultats l'amènent au 3e rang mondial début janvier 2001. Quart de finaliste à l'Open d'Australie et battu au premier tour à Roland-Garros, il se reprend sur gazon en s'adjugeant dans un premier temps le tournoi de Roehampton. La semaine suivante, il remporte le jour de ses 18 ans le tournoi de Wimbledon contre le Luxembourgeois Gilles Muller, devenant le troisième joueur suisse (après Heinz Günthardt et Roger Federer) à remporter l'épreuve. Entraîné à l'époque par Urs Walter, il suscite alors « de très grands espoirs ». Il devient ensuite champion d'Europe en double avec Stéphane Bohli.
Son meilleur classement en simple est un 300e rang, obtenu en 2002. Sur le circuit Challenger, il dispute cinq quarts de finale en simple et une finale en double à Genève avec Bohli en 2005. Il compte deux titres remportés sur le circuit ITF à Melun en 2002 et Plaisir en 2005.
Sa carrière connaît un premier coup d'arrêt en 2006 en raison d'une blessure à l'épaule. Il profite de ces 18 mois d'absence pour finir sa maturité. Jouant que sept tournois en 2008, il entame à l'été des études de commerce. En 2009, il entraîne son frère cadet Daniel puis reprend le chemin des courts en juillet 2009. Alors classé au-delà de la 1000e place, il joue un unique match sur le circuit ATP contre Marc Gicquel à Metz. Peu de temps après, il bat Frederico Gil, 68e mondial, en qualifications à Bâle. En 2010, il est quart de finaliste des Challenger de Bergame et León. Opéré une seconde fois au genou en juin 2010, il dispute ses derniers tournois professionnels en novembre. Une troisième opération en 2012 met définitivement fin à sa carrière. Après sa retraite, son médecin lui interdit de faire du sport. Il est depuis responsable de sa propre école de tennis dans la région de Zurich, la Progressive Tennis Academy par laquelle est notamment passé Marc-Andrea Hüsler.